# Abigail Lufkin
Abigail Lufkin es una jinete estadounidense que compitió en la modalidad de concurso completo. Ganó dos medallas en los Juegos Panamericanos de 1999, oro en la prueba por equipos y bronce en individual.

## Palmarés internacional
| Juegos Panamericanos | Juegos Panamericanos | Juegos Panamericanos | Juegos Panamericanos |
| Año                  | Lugar                | Medalla              | Categoría            |
| -------------------- | -------------------- | -------------------- | -------------------- |
| 1999                 | Winnipeg (Canadá)    | Medalla de oro       | Por equipos          |
| 1999                 | Winnipeg (Canadá)    | Medalla de bronce    | Individual           |